# Acronicta taurica
Acronicta taurica là một loài bướm đêm trong họ Noctuidae.

## Hình ảnh

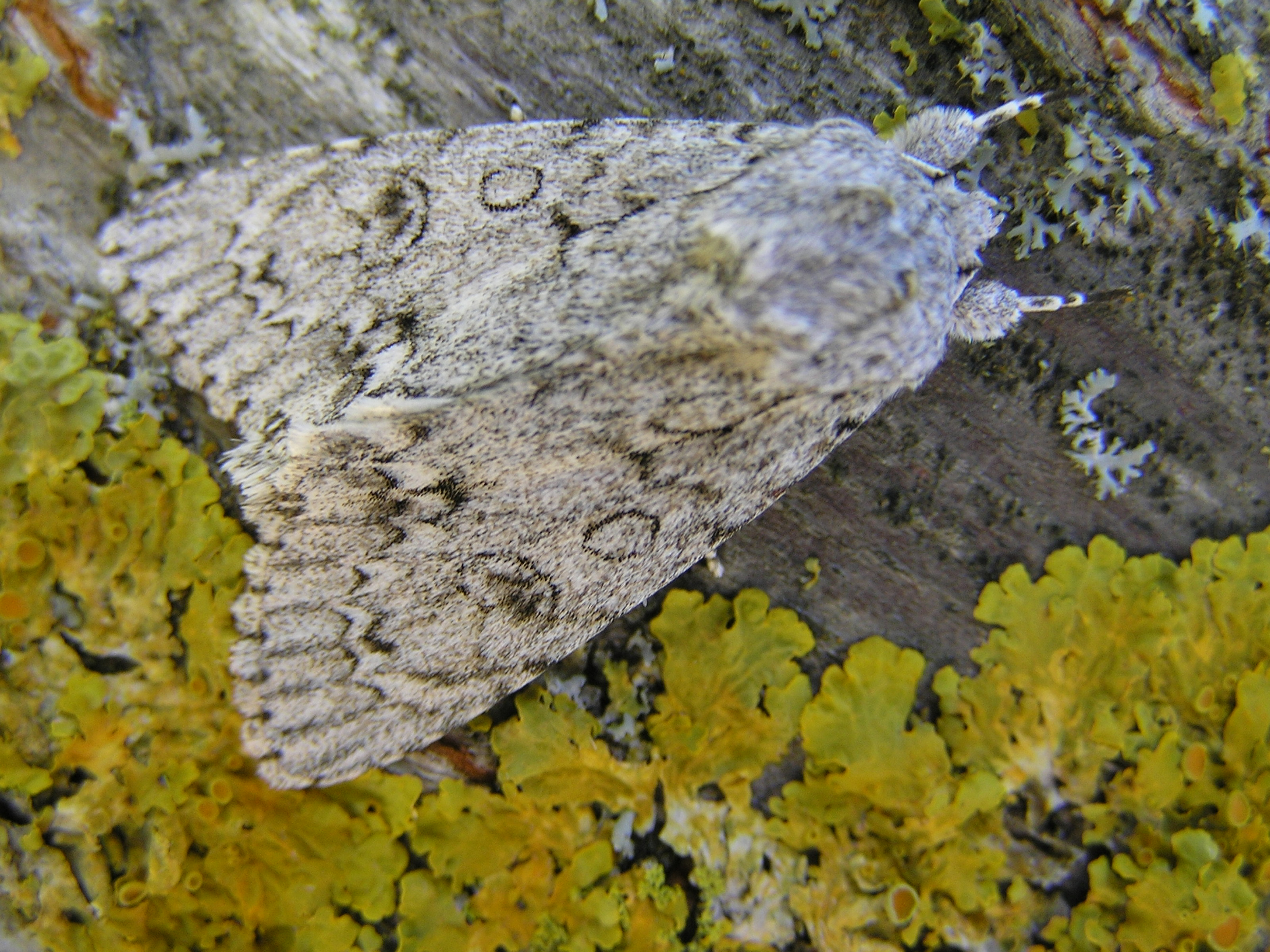